# Сочинская телебашня
Со́чинская телеба́шня — телевизионная и радиовещательная башня, расположена в Сочи, Краснодарский край, Россия. Построена на южном склоне горы Батарейка в 1958 году.
Проект - 3803 KM. Высота - 180 м, отметка фундамента - 93 м. Общая высота антенны 273 м над уровнем Чёрного моря.